# Maria Ulfah Santoso
María Ulfah Soebadio Sastrosatomo (Serang, 18 de agosto de 1911-Yakarta, 15 de abril de 1988), más conocida por su primer nombre de casada, Maria Ulfah Santoso, fue una política indonesia y activista por los derechos de las mujeres que se desempeñó como Ministra de Asuntos Sociales durante el mandato del primer ministro Sutan Sjahrir. Fue la primera mujer indonesia en recibir un título en derecho, así como la primera mujer miembro del ejecutivo indonesio. Santoso, hija de un político, se interesó por los derechos de las mujeres después de ver numerosas injusticias en su juventud. A pesar de la presión para convertirse en médico, se graduó en Derecho en la Universidad de Leiden en 1933; mientras estaba en los Países Bajos, también se involucró en el movimiento nacionalista indonesio.
Al regresar a las Indias Orientales Neerlandesas, Santoso comenzó a enseñar y a trabajar por la reforma matrimonial. Fue miembro del Comité de Trabajo Preparatorio para la Independencia de Indonesia y más tarde se convirtió en ministra de asuntos sociales desde marzo de 1946 hasta junio de 1947. Después de su mandato, continuó trabajando con el gobierno en diversos campos. Elegida para el puesto de gabinete en parte por sus actividades emancipadoras, Santoso allanó el camino para otras mujeres miembros del ejecutivo, incluida S. K. Trimurti en 1947. Recibió varios premios del gobierno de Indonesia por su trabajo.

## Biografía
María Ulfah nació el 18 de agosto de 1911 en el seno de la prominente familia Djajadiningrat en Serang, residencia de Bantam (Indias Orientales Neerlandesas). Santoso fue la menor de tres hermanos nacidos del matrimonio de R. A. A.  Mohammad Achmad y su esposa R. A. Hadidjah Djajadiningrat. Pasó su infancia en Kuningan (Java Occidental), donde su padre sirvió como kabupaten. Un día, una tía enferma vino a buscar ayuda. Sin embargo, al recibir una carta de su marido, la tía regresó a casa y murió poco después. Santoso luego describió este incidente como una inspiración para ella a trabajar por los derechos de las mujeres. Mientras Santoso todavía estaba en la escuela primaria, su padre la envió a Batavia (actual Yakarta) para vivir con una familia neerlandesa en la Escuela Primaria Willemslaan; mientras estaba en Batavia, completó su educación secundaria en la Escuela Secundaria Koning Willem III (Rey Guillermo III). Durante su estancia en Batavia, Santoso observó otros problemas de las mujeres, como por ejemplo, cómo ellas quedaban devastadas cuando sus maridos tomaban segundas esposas o se divorciaban de ellas sin motivo. A pesar de que su padre quería que fuera médica, Santoso insistió en estudiar derecho.
Santoso viajó en 1929 a La Haya, en los Países Bajos, con su padre, que estaba continuando sus estudios. Santoso luego se matriculó en la Universidad de Leiden, en Leiden, donde se graduó en 1933 con el título Meester in de Rechten (Maestría en Derecho); esto la convirtió en la primera mujer indonesia en obtener un título en derecho. Durante sus estudios, se involucró con el movimiento nacionalista indonesio y sus líderes, incluidos Muhammad Hatta y Sutan Sjahrir. En 1934, Santoso regresó a Batavia y aceptó un trabajo como profesora en la escuela dirigida por Muhammadiyah, pero rechazó un puesto en el gobierno colonial para hacerlo. Mientras enseñaba, continuó activa en el movimiento nacionalista, ayudando a Adam Malik a fundar la agencia de noticias Antara. En febrero de 1938 se casó con R. Santoso Wirodihardjo.  Ese mismo año, dirigió un congreso que trató la reforma matrimonial, para proteger mejor los derechos de las mujeres; las reformas se aprobaron en 1941. Santoso también trabajó para promover la alfabetización de las mujeres a través de grupos de costura; las mujeres que venían a estudiar costura eran invitadas a aprender a leer y sobre los derechos matrimoniales y la crianza de los hijos.

## Carrera política
Después de que los japoneses ocupasen Indonesia en 1942, Santoso dejó su trabajo como maestra y encontró empleo como asistente legal de Soepomo, quien más tarde se convirtió en el primer ministro de justicia del país. En 1945, cuando los japoneses se preparaban para retirarse de las Indias y se avecinaba la proclamación de la independencia, Santoso se convirtió en miembro del Comité de Trabajo Preparatorio para la Independencia de Indonesia. El 12 de marzo de 1946, Santoso se convirtió en la primera mujer miembro del ejecutivo cuando fue elegida ministra de Servicios en el Segundo Gabinete Sjahrir . Trabajando con rapidez y eficiencia, se encontró organizando el regreso de los internos de los campos dirigidos por los japoneses. Se mantuvo en su cargo durante el Tercer Gabinete Sjahrir, pero cuando éste se disolvió el 26 de junio de 1947, Santoso rechazó otro mandato como ministra social. En lugar de eso, decidió trabajar como jefa de la secretaría del primer ministro Amir Sjarifuddin. Mantuvo este cargo hasta el primer gabinete de Hatta. Durante la Operación Kraai, una ofensiva liderada por los neerlandeses en la ciudad de Yogyakarta el 19 de diciembre de 1948, su marido murió en las afueras de Maguwo.

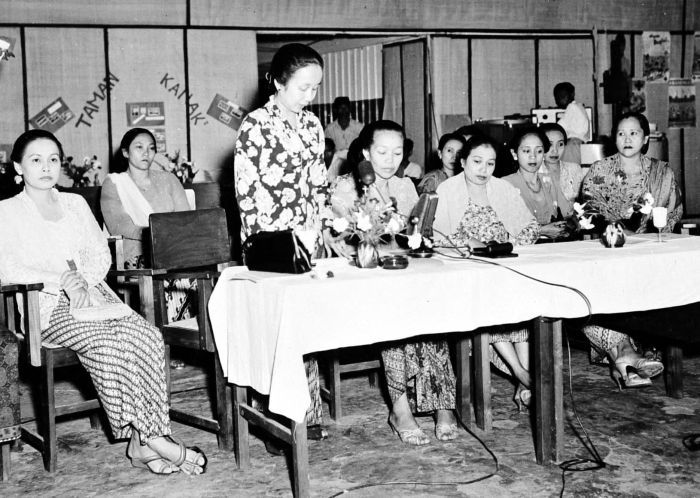
Santoso hablando en el Congreso Nacional de Mujeres en 1950.

En 1949, Santoso formó parte de un comité encargado de preparar un proyecto de ley sobre el matrimonio «en consonancia con el espíritu de los tiempos modernos». A lo largo de la década de 1950, Santoso se mantuvo ocupada con numerosas obras sociales. Desde 1950 hasta 1961 trabajó como jefa de la oficina de censura cinematográfica de Indonesia, cargo que ocupó a regañadientes. También se desempeñó como jefa del Congreso de Mujeres de Indonesia (Kowani) de 1950 a 1961.
Santoso se volvió a casar, esta vez con el miembro del Partido Socialista de Indonesia, Soebadio Sastrosatomo, el 10 de enero de 1964. La pareja estuvo separada a menudo cuando Sastrosatomo fue encarcelado por sus actividades políticas, pero pudieron realizar el hach juntos. Durante la década de 1960 Santoso continuó siendo políticamente activo, sirviendo en la Secretaría de Estado de 1962 a 1967 y en el Consejo Asesor de Estado de 1967 a 1972. Mientras estaba con Sastrosatomo, adoptó un niño.
En sus últimos años, Santoso y Sastrosatomo vivieron de sus pensiones en Yakarta; en su obituario, la revista Tempo informó que la pensión apenas alcanzaba para los gastos diarios. Murió a las 2:15 am del 15 de abril de 1988, después de recibir tratamiento en el Hospital de la Fuerza Aérea Gatot Subroto en Yakarta durante más de un mes. Fue enterrada en el Cementerio de los Héroes de Kalibata.

## Legado
Soebadio Sastrosatomo escribió que la selección de Santoso como ministra de Asuntos Sociales fue importante por varias razones. En primer lugar, su selección demostró que el gobierno realmente respeta las contribuciones de las mujeres al movimiento nacionalista. En segundo lugar, fue una manera de que Sjahrir demostrara que el pueblo indonesio estaba comprometido con las necesidades de su pueblo, al tener a una mujer que se ocupara de los problemas de las mujeres. Después de Santoso, otras mujeres han ocupado cargos gubernamentales. La segunda ministra indonesia, S. K. Trimurti, sirvió como ministra de Trabajo entre 1947 y 1948. En 2001, Megawati Sukarnoputri se convirtió en la primera mujer presidenta de Indonesia.

## Reconocimientos
Santoso recibió varios premios gubernamentales de Indonesia, incluido el Satya Lencana Karya Satya de segundo grado (Medalla al gran trabajo), Satya Lencana Peringatan Perjuangan Kemerdekaan (Medalla en memoria de la lucha por la libertad) y Bintang Mahaputra Utama de tercera clase (Estrella Mahaputra), siento esta la condecoración más prestigiosa otorgada a civiles en Indonesia.